# Ben Wheatley
Ben Wheatley (Billericay, 7 novembre 1972) è un regista, montatore e sceneggiatore britannico.

## Biografia
Nato a Billericay nell'Essex, ha studiato presso la Haverstock School a nord di Londra, dove ha conosciuto Amy Jump, sua attuale moglie nonché cofondatrice del blog Mr and Mrs Wheatley. La coppia ha un figlio e vive a Brighton. Inizia a lavorare come regista di cortometraggi e animatore e successivamente sposta il suo lavoro su internet, realizzando video virali. Il video Cunning Stunt, dove il suo amico Rob Hill salta da una vettura in corsa, ha ottenuto oltre 10 milioni di visualizzazioni. I suoi lavori iniziano ad attirare l'attenzione di note aziende nel campo dei media e, nel 2006, vince un Leone al Festival internazionale della creatività Leoni di Cannes per la regia di un video virale realizzato con la tecnologia amBX. Nello stesso anno inizia a lavorare per la televisione e dirige episodi delle serie televisive Modern Toss e The Wrong Door.
Debutta alla regia cinematografica con il film Down Terrace, di cui è anche sceneggiatore. Il lungometraggio ottiene diversi riconoscimenti, tra cui Next Wave Award al Fantastic Fest di Austin e il Raindance Award ai British Independent Film Awards 2009.
Nel 2011 dirige il suo secondo film Kill List, scritto assieme alla moglie Amy Jump, che ottiene sette candidature ai British Independent Film Awards. L'anno seguente dirige la commedia nera Killer in viaggio, presentata in anteprima nella sezione Quinzaine des Réalisateurs al Festival di Cannes 2012. Nel 2013 dirige il videoclip del singolo Formaldehyde degli Editors. I disertori - A Field in England è il suo quarto film, pellicola realizzata in bianco e nero e ambientata durante la guerra civile inglese.
Dopo aver diretto due episodi dell'ottava stagione di Doctor Who, di cui è fan fin da bambino, nel 2015 Wheatley dirige Tom Hiddleston in High-Rise, adattamento cinematografico de Il condominio di J. G. Ballard. Il suo film successivo, Free Fire, vede nel cast Sharlto Copley, Armie Hammer, Brie Larson, Cillian Murphy e Jack Reynor e viene presentato al Toronto International Film Festival 2016. Il 4 settembre 2019 è stato annunciato come regista del sequel di Tomb Raider, la cui sceneggiatura sarà scritta dalla moglie Amy Jump come già successo per vari film precedenti.

## Filmografia

### Regista

#### Cinema
- Down Terrace (2009)
- Kill List (2011)
- Killer in viaggio (Sightseers) (2012)
- U Is for Unearthed, episodio di The ABCs of Death (2012)
- I disertori - A Field in England (A Field in England) (2013)
- High-Rise - La rivolta (High-Rise) (2015)
- Free Fire (2016)
- Happy New Year, Colin Burstead (2018)
- Rebecca (2020)
- In the Earth (2021)
- Shark 2 - L'abisso (Meg 2: The Trench) (2023)

#### Televisione
- Modern Toss – serie TV, 4 episodi (2008)
- The Wrong Door – serie TV, 6 episodi (2008)
- Steve Coogan: The Inside Story – film TV (2009)
- Ideal – serie TV, 14 episodi (2009-2010)
- Doctor Who – serie TV, episodi 8x01-8x02 (2014)
- Strange Angel – serie TV, 1 episodio (2018)

### Montatore
- Down Terrace (2009)
- Kill List (2011)
- Killer in viaggio (Sightseers) (2012)
- U Is for Unearthed, episodio di The ABCs of Death (2012)
- I disertori - A Field in England (A Field in England) (2013)
- High-Rise - La rivolta (High-Rise) (2015)
- Free Fire (2016)
- In the Earth (2021)

### Sceneggiatore

#### Cinema
- Down Terrace (2009)
- Kill List (2011)
- Free Fire (2016)
- In the Earth (2021)

#### Televisione
- Time Trumpet – serie TV, 4 episodi (2006)

### Produttore
- Down Terrace (2009)

## Videografia
- Editors - Formaldehyde (2013)